# Тула (приток Пижмы)
Тула — река в России, протекает в Арбажском районе Кировской области. Устье реки находится в 134 км по левому берегу реки Пижма. Длина реки составляет 18 км.
Исток реки у деревни Серяки в 18 км к северо-западу от посёлка Арбаж. Река течёт на юго-запад, протекает деревню Коновалцы, ниже впадает двумя рукавами в боковую протоку Пижмы, протоку Ширей.

## Данные водного реестра
По данным государственного водного реестра России относится к Камскому бассейновому округу, водохозяйственный участок реки — Вятка от города Котельнич до водомерного поста посёлка городского типа Аркуль, речной подбассейн реки — Вятка. Речной бассейн реки — Кама.
По данным геоинформационной системы водохозяйственного районирования территории РФ, подготовленной Федеральным агентством водных ресурсов:
- Код водного объекта в государственном водном реестре — 10010300412111100036887
- Код по гидрологической изученности (ГИ) — 111103688
- Код бассейна — 10.01.03.004
- Номер тома по ГИ — 11
- Выпуск по ГИ — 1